# Дэнс-поп
Дэнс-поп (англ. dance-pop) — поджанр поп-музыки, который эволюционировал из эпохи постдиско в начале 1980-х годов. Обычно это музыка в быстром темпе, предназначенная для ночных клубов с намерением танцевать, но также подходящая для радио современных хитов. Развиваясь из комбинации танцевальной и поп-музыки с влиянием диско, постдиско и синти-попа, дэнс-поп обычно характеризуется сильными битами с лёгкой, несложной структурой песен, с акцентом на мелодию и запоминающиеся мотивы. Жанр, как правило, управляется музыкальным продюсером, несмотря на некоторые заметные исключения.
Дэнс-поп-музыка очень эклектична, она заимствовала влияние других жанров, которые варьировались в зависимости от продюсеров, исполнителей и периодов. К ним относятся современный ритм-н-блюз, хаус, транс, техно, электропоп, нью-джек-свинг, фанк и поп-рок.
Дэнс-поп является популярным мейнстримовым стилем музыки, и в этом жанре выступают многочисленные артисты и группы. Среди известных артистов Шер, Мадонна, Бритни Спирс, Рик Эстли, Кайли Миноуг, Кристина Агилера, Spice Girls, Пола Абдул, Backstreet Boys, Майкл Джексон, NSYNC, Дженнифер Лопес, Джанет Джексон, Рианна, Кэти Перри, Леди Гага, Years & Years, Джастин Бибер и Эйва Макс, среди прочих.

## История

### 1980-е

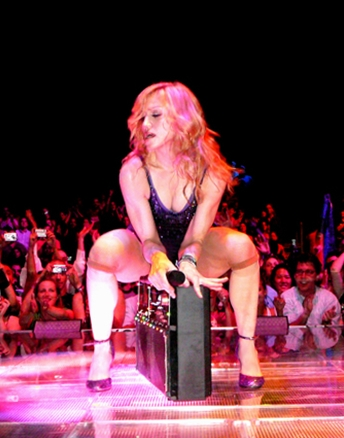
Мадонне приписывают популяризацию дэнс-поп-музыки с момента её дебюта в начале 1980-х годов

Поскольку термин «диско» начал выходить из моды к концу 1970-х — началу 1980-х годов, то для описания музыки на основе диско обычно использовались другие термины, такие как «постдиско», «клубная музыка», «дэнс» или «дэнс-поп». Эти жанры были, по сути, более современным вариантом диско-музыки, известной как постдиско, которая, как правило, была более экспериментальной, электронной и управляемой музыкальным продюсером/диджеем, часто с использованием секвенсоров и синтезаторов.
Дэнс-поп-музыка возникла примерно в начале 1980-х годов как сочетание танцевальной и поп-музыки, или постдиско, которая была быстрой и простой, клубной, управляемой продюсером и запоминающейся. Дэнс-поп-музыка была более быстрой и танцевальной, чем обычная поп-музыка, но более структурированной и менее свободной по форме, чем танцевальная музыка, обычно сочетая простую структуру поп-музыки и запоминающиеся мотивы с сильным танцевальным ритмом и быстрым темпом. Дэнс-поп-музыка обычно создавалась, сочинялась и продюсировалась музыкальными продюсерами, которые затем нанимали певцов для исполнения песен.
В начале 1980-х диско было анафемой для мейнстримовой поп-музыки. По словам известного критика Allmusic Стивена Томаса Эрлевина, Мадонна сыграла огромную роль в популяризации танцевальной музыки как мейнстримовой музыки, используя свою харизму, наглость и сексуальную привлекательность. Эрлевин утверждал, что Мадонна «запустила дэнс-поп» и установила стандарт жанра на следующие два десятилетия. Будучи основным автором песен для своего одноимённого дебютного альбома и сопродюсером своего третьего альбома True Blue (1986), Мадонна настойчиво участвовала во всех творческих аспектах своей работы, что было весьма необычно для дэнс-поп-вокалистки в то время. Сотрудники журнала Vice заявили, что её дебютный альбом «нарисовал план будущего дэнс-поп-музыки».
В 1980-х годах дэнс-поп был тесно связан с другими быстрыми электронными жанрами, такими как Hi-NRG. Среди известных продюсеров 1980-х годов были Сток, Эйткен и Уотерман, которые создали Hi-NRG/дэнс-поп для таких артистов, как Кайли Миноуг, Dead or Alive и Bananarama. В течение десятилетия дэнс-поп заимствовал влияние фанка (например, Майкла Джексона и Уитни Хьюстон), нью-джек-свинга (например, Джанет Джексон и Полы Абдул) и современного R&B.
Среди других выдающихся дэнс-поп-исполнителей и групп 1980-х годов были Pet Shop Boys, Mel and Kim, Саманта Фокс, Дебби Гибсон и Тиффани.

### 1990-е
К 1990-м годам дэнс-поп стал основным жанром популярной музыки. В 1990-е годы появилось несколько танцевальных поп-групп и исполнителей, таких как Spice Girls, Бритни Спирс, Кристина Агилера, Джессика Симпсон, Backstreet Boys и NSYNC. В начале 1990-х дэнс-поп заимствовал влияние хаус-музыки (например, «I’m Too Sexy» Right Said Fred, «Soul Dancing» Тейлора Дейна и «Vogue», «Rescue Me» и «Deeper and Deeper» Мадонны), а также современный ритм-н-блюз и нью-джек-свинг (например, «I Love Your Smile» Шанис).
К концу 1990-х годов влияние электронной музыки стало очевидным в дэнс-поп-музыке. Признанный критиками и коммерчески успешный альбом Мадонны Ray of Light (1998) включил в себя техно, транс и другие формы электронной танцевальной музыки, в результате чего электроника стала мейнстримом дэнс-поп-музыки. Кроме того, в том же 1998 году Шер выпустила танцевальную поп-песню «Believe», в которой использовалась технологическая инновация того времени — Auto-Tune. Аудиопроцессор и форма программного обеспечения для изменения высоты тона, Auto-Tune обычно используется как способ исправления высоты тона и создания специальных эффектов. С конца 1990-х годов использование обработки Auto-Tune стало обычным явлением в дэнс-поп-музыке.
К концу 1999 года Селин Дион также выпустила дэнс-поп-песню в среднем темпе «That’s the Way It Is». Также в этот период некоторые британские группы, связанные с брит-попом и альтернативной поп-музыкой, экспериментировали с дэнс-поп-музыкой как формой — примеры включают сингл «Karaoke Queen» валлийской рок-группы Catatonia, хит «Eurodisco» шотландской инди-поп-группы Bis, попавший в топ-40, последний сингл Kenickie «Stay in the Sun» и дебютный сингл группы Romo Orlando «Just For A Second». Ещё одна брит-поп-группа Theaudience во главе с Софи Эллис Бекстор, которая сделала успешную сольную карьеру, в основном в дэнс-поп-музыке.

### 2000-е

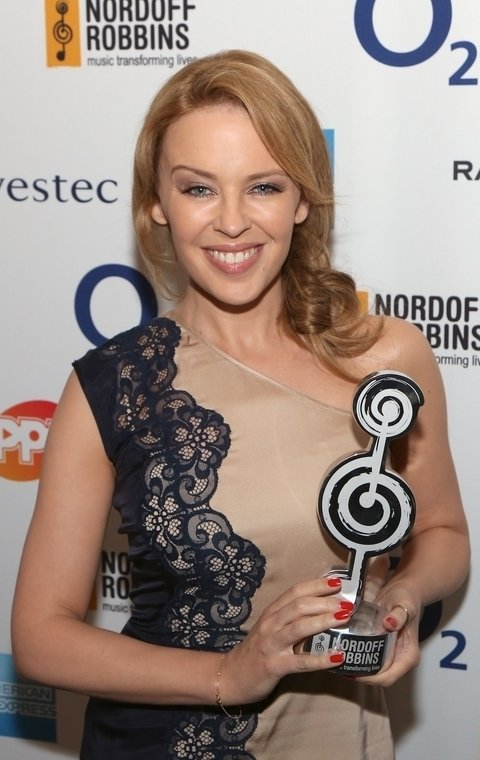
Кайли Миноуг, популярная и успешная дэнс-поп-исполнительница с конца 1980-х по настоящее время

В начале 2000-х дэнс-поп-музыка всё ещё была заметной и очень электронной по стилю, на которую повлияли такие жанры, как транс, хаус, техно и электро. Тем не менее, поскольку R&B и хип-хоп стали чрезвычайно популярными с начала десятилетия, дэнс-поп-музыка часто находилась под влиянием современной «урбан»-музыки (англ. Urban contemporary). Звёзды дэнс-поп-музыки 1980-х и 1990-х годов, такие как Бритни Спирс, Кристина Агилера, Мадонна, Джанет Джексон и Кайли Миноуг, продолжали добиваться успеха в начале десятилетия. Хотя в то время большая часть дэнс-поп-музыки находилась под влиянием R&B, многие записи начали возвращаться к своим диско-корням; Альбомы Кайли Миноуг, такие как Light Years (2000) и Fever (2001), содержали влияние диско-музыки или новой версии жанра 21-го века, известной как ню-диско; хит-синглы, такие как «Spinning Around» (2000) и «Can’t Get You Out of My Head» (2001), также содержали следы диско. В случае с Мадонной её альбом Music (2000) содержал элементы евродиско, особенно успешный одноимённый сингл.
Тем не менее, только в середине-конце десятилетия, когда дэнс-поп-музыка в значительной степени вернулась к своим диско-корням; это можно увидеть на примере альбома Мадонны Confessions on a Dance Floor (2005), в котором сильное влияние оказал этот жанр, особенно от артистов и групп 1970-х, таких как ABBA, Джорджио Мородер, Bee Gees и Донна Саммер. Альбом Бритни Спирс Blackout (2007) содержал влияние евродиско.

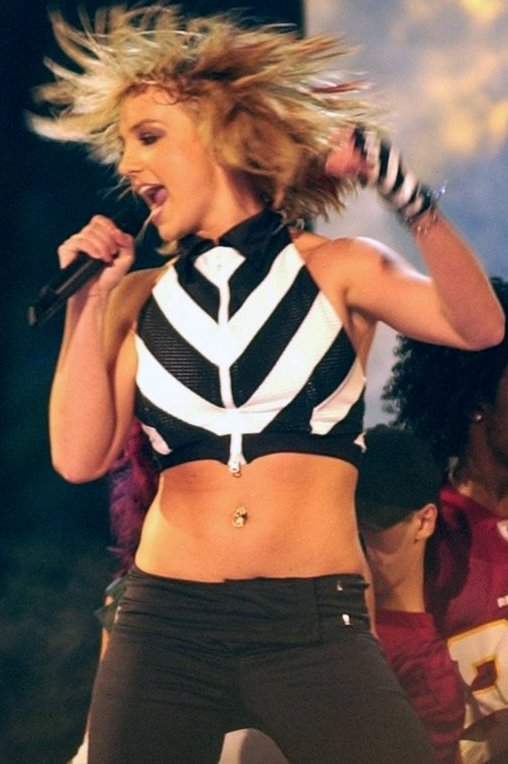
Бритни Спирс — одно из главных лиц дэнс-поп-музыки 2000-х и 2010-х годов

В середине-конце 2000-х годов появилось несколько новых исполнителей дэнс-поп-музыки, в том числе Рианна, Кеша, Кэти Перри и Леди Гага. В этот период времени дэнс-поп-музыка также вернулась к своим более электронным корням, помимо диско, с сильным влиянием синти-попа и электропопа. Леди Гага часто считается одним из пионеров этой эволюции, особенно с её синглами «Just Dance» и «Poker Face», на которые сильно повлияли синти-поп и электропоп. Синглы Рианны в жанре дэнс-поп, в том числе «Don’t Stop the Music» и «Disturbia», содержали электронные влияния, в первом из которых есть элементы хаус-музыки, во втором — электропоп. Дебютный сингл Кеши «Tik Tok» также был очень электронным по стилю и содержал бит видеоигры. Синглы Кэти Перри «Hot n Cold» (2008), «California Gurls» (2010) и «Firework» (2010), ставшие крупными коммерческими хитами, также продемонстрировали влияние электропопа и хаус-музыки.

### 2010-е
В 2010-х, как и в конце 2000-х, в танцевальной дэнс-поп-музыке присутствовало сильное влияние электроники, а также сильный акцент на тяжёлых басовых барабанах. Такие артисты, как Бритни Спирс, Леди Гага, Тейлор Свифт, Кэти Перри, Мадонна, Кеша, Кристина Агилера, Ашер и Рианна, оставались очень популярными, в то время как новые записывающиеся исполнители, такие как Ариана Гранде, Джастин Бибер, Рита Ора и Дуа Липа присоединились к дэнс-поп-чартам десятилетия.
Альбомы американской певицы и автора песен Тейлор Свифт Red (2012), 1989 (2014) и Reputation (2017) содержат больше звучания с влиянием поп-музыки, в котором участвуют продюсеры дэнс-поп-музыки Макс Мартин и Shellback. Сингл Арианы Гранде «Problem» с участием Игги Азалии стал большим хитом в 2014 году, а в следующем году его совокупные продажи и потоки, эквивалентные трекам, достигли 9 миллионов копий по всему миру.

## Характеристики
Дэнс-поп обычно содержит несколько примечательных характеристик, перечисленных ниже:
- Быстрая, оптимистичная музыка, предназначенная для клубов, с танцевальным характером
- Запоминающиеся песни с лёгкой, основанной на поп-музыке структуре
- Сильный акцент на битах, грувах и ритмах.
- Выделяющиеся хуки
- Простые тексты песен
- Отшлифованный продакшн

## Некоторые представители
- Csepregi Eva
- Bad Boys Blue
- Bananarama
- BTR
- Britney Spears
- Christina Aguilera
- Gina T.
- Gregg Mohr
- Ke$ha
- Kylie Minogue
- Lady Gaga
- Линдси Лохан
- Madonna
- Mandy
- Майк Познер
- Moby
- Moloko
- Momoiro Clover Z
- Michael Jackson
- Pitbull
- Shakira
- SHINee
- Sinitta
- Тайо Крус
- US5
- Katy Perry
- Ariana Grande
- Zivert